# 일본 골드 디스크 대상
일본 골드 디스크 대상(일본어: 日本ゴールドディスク大賞 닛폰고루도디스쿠타이쇼[*])은 일본 레코드 협회 주최의 음악상이다. 과거 1년간의 CD (컴팩트 디스크)나 아날로그 레코드, 카세트 테이프, DVD 등의 음악 소프트가 일본 내에서 판매량 (출하 수에서 반품 수를 뺀) 이외에 2007년도부터 벨소리의 다운로드 수 등을 토대로 심사, 대상에 해당하는 '아티스트 오브 더 이어' 등이 꼽힌다. 1986년마다 설립되어 첫 시상식은 1987년 3월에 이루어졌다. 2010년부터 시상식이 1월로 변경되었다.

## 역대 올해 아티스트 상 수상자
- 처음에는 The Grand Prix Artist of the year란 타이틀로 시상.

| 횟수 | 연도   | 가수 | 가수            |
| ---- | ------ | ---- | --------------- |
| 1    | 1987년 | 일본 | 나카모리 아키나 |
| 1    | 1987년 | 해외 | 마돈나          |
| 2    | 1988년 | 일본 | 레베카          |
| 2    | 1988년 | 해외 | 비틀즈          |
| 3    | 1989년 | 일본 | BOØWY           |
| 3    | 1989년 | 해외 | 본 조비         |
| 4    | 1990년 | 일본 | 사잔 올 스타즈  |
| 4    | 1990년 | 해외 | 마돈나          |
| 5    | 1991년 | 일본 | 마츠토야 유미   |
| 5    | 1991년 | 해외 | 마돈나          |

- 6회부터 11회까지는 시상식 이름과 같은 日本ゴールドディスク大賞이란 타이틀로 시상.

| 횟수 | 연도   | 가수 | 가수           |
| ---- | ------ | ---- | -------------- |
| 6    | 1992년 | 일본 | CHAGE and ASKA |
| 6    | 1992년 | 해외 | 건즈 앤 로지스 |
| 7    | 1993년 | 일본 | CHAGE and ASKA |
| 7    | 1993년 | 해외 | 마돈나         |
| 8    | 1994년 | 일본 | WANDS          |
| 8    | 1994년 | 해외 | 비틀즈         |
| 9    | 1995년 | 일본 | TRF            |
| 9    | 1995년 | 해외 | 머라이어 캐리  |
| 10   | 1996년 | 일본 | TRF            |
| 10   | 1996년 | 해외 | 머라이어 캐리  |
| 11   | 1997년 | 일본 | 아무로 나미에  |
| 11   | 1997년 | 해외 | Me & My        |

- 1998년부터 지금까지 ARTIST OF THE YEAR란 타이틀로 시상하고 있다.

| 횟수 | 연도   | 가수 | 가수              |
| ---- | ------ | ---- | ----------------- |
| 12   | 1998년 | 일본 | GLAY              |
| 12   | 1998년 | 해외 | 셀린 디온         |
| 13   | 1999년 | 일본 | B'z               |
| 13   | 1999년 | 해외 | 셀린 디온         |
| 14   | 2000년 | 일본 | 우타다 히카루     |
| 14   | 2000년 | 해외 | 셀린 디온         |
| 15   | 2001년 | 일본 | 하마사키 아유미   |
| 15   | 2001년 | 해외 | 비틀즈            |
| 16   | 2002년 | 일본 | 하마사키 아유미   |
| 16   | 2002년 | 해외 | 백스트리트 보이즈 |
| 17   | 2003년 | 일본 | 우타다 히카루     |
| 17   | 2003년 | 해외 | 에이브릴 라빈     |
| 18   | 2004년 | 일본 | 하마사키 아유미   |
| 18   | 2004년 | 해외 | 여자12악방        |
| 19   | 2005년 | 일본 | ORANGE RANGE      |
| 19   | 2005년 | 해외 | 퀸                |
| 20   | 2006년 | 일본 | 코다 쿠미         |
| 20   | 2006년 | 해외 | O-Zone            |
| 21   | 2007년 | 일본 | 코다 쿠미         |
| 21   | 2007년 | 해외 | 대니얼 파우터     |
| 22   | 2008년 | 일본 | EXILE             |
| 22   | 2008년 | 해외 | 에이브릴 라빈     |
| 23   | 2009년 | 일본 | EXILE             |
| 23   | 2009년 | 해외 | 마돈나            |
| 24   | 2010년 | 일본 | 아라시            |
| 24   | 2010년 | 해외 | 비틀즈            |
| 25   | 2011년 | 일본 | 아라시            |
| 25   | 2011년 | 해외 | 레이디 가가       |
| 26   | 2012년 | 일본 | AKB48             |
| 26   | 2012년 | 해외 | 레이디 가가       |
| 27   | 2013년 | 일본 | AKB48             |
| 27   | 2013년 | 해외 | 세네루            |
| 28   | 2014년 | 일본 | AKB48             |
| 28   | 2014년 | 해외 | 원 디렉션         |
| 29   | 2015년 | 일본 | 아라시            |
| 29   | 2015년 | 해외 | 원 디렉션         |
| 30   | 2016년 | 일본 | 아라시            |
| 30   | 2016년 | 해외 | 비틀즈            |
| 31   | 2017년 | 일본 | 아라시            |
| 31   | 2017년 | 해외 | 아리아나 그란데   |
| 32   | 2018년 | 일본 | 아무로 나미에     |
| 32   | 2018년 | 해외 | 비틀즈            |
| 33   | 2019년 | 일본 | 아무로 나미에     |
| 33   | 2019년 | 해외 | 퀸                |
| 34   | 2020년 | 일본 | 아라시            |
| 34   | 2020년 | 해외 | 퀸                |